# Etiopisk-katolska kyrkan
Etiopisk-katolska kyrkan (amhariska: የኢትዮጵያ ካቶሊክ ቤተ ክርስቲያን; latin: Ecclesia Catholica Aethiopica) är en östkatolsk kristen självbestämmande delkyrka i Etiopien som står i full kyrkogemenskap med den romersk-katolska kyrkan under påvens ledning.
Dess etiopiska liturgi, som tillhör alexandrinsk rit, firas på ge'ez.

## Historia
Etiopisk-katolska kyrkan grundades 1930 och har främst medlemmar i Etiopien och Eritrea.

## Bilder

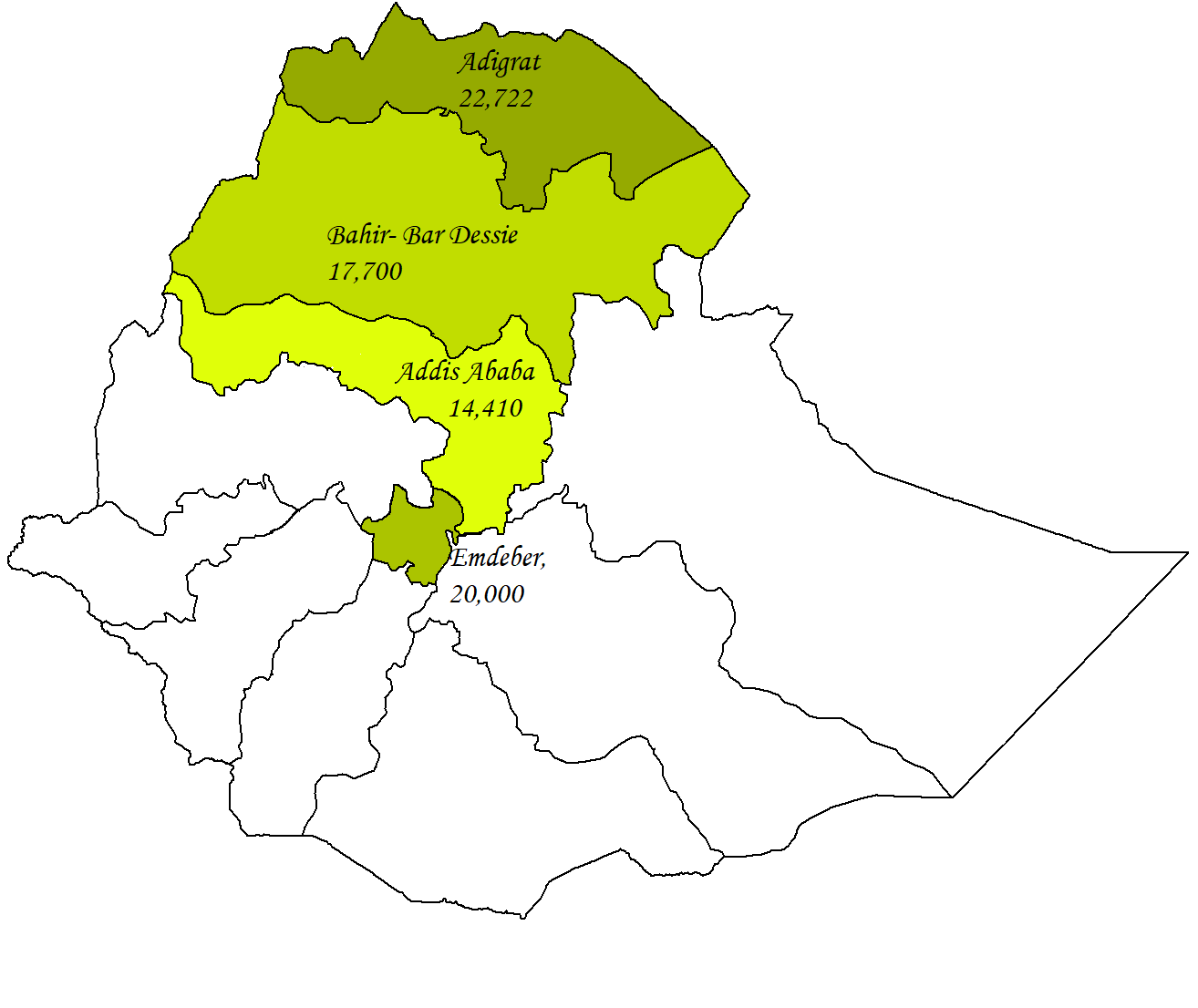
Karta över etiopisk-katolska kyrkans jurisdiktioner över Etiopien.
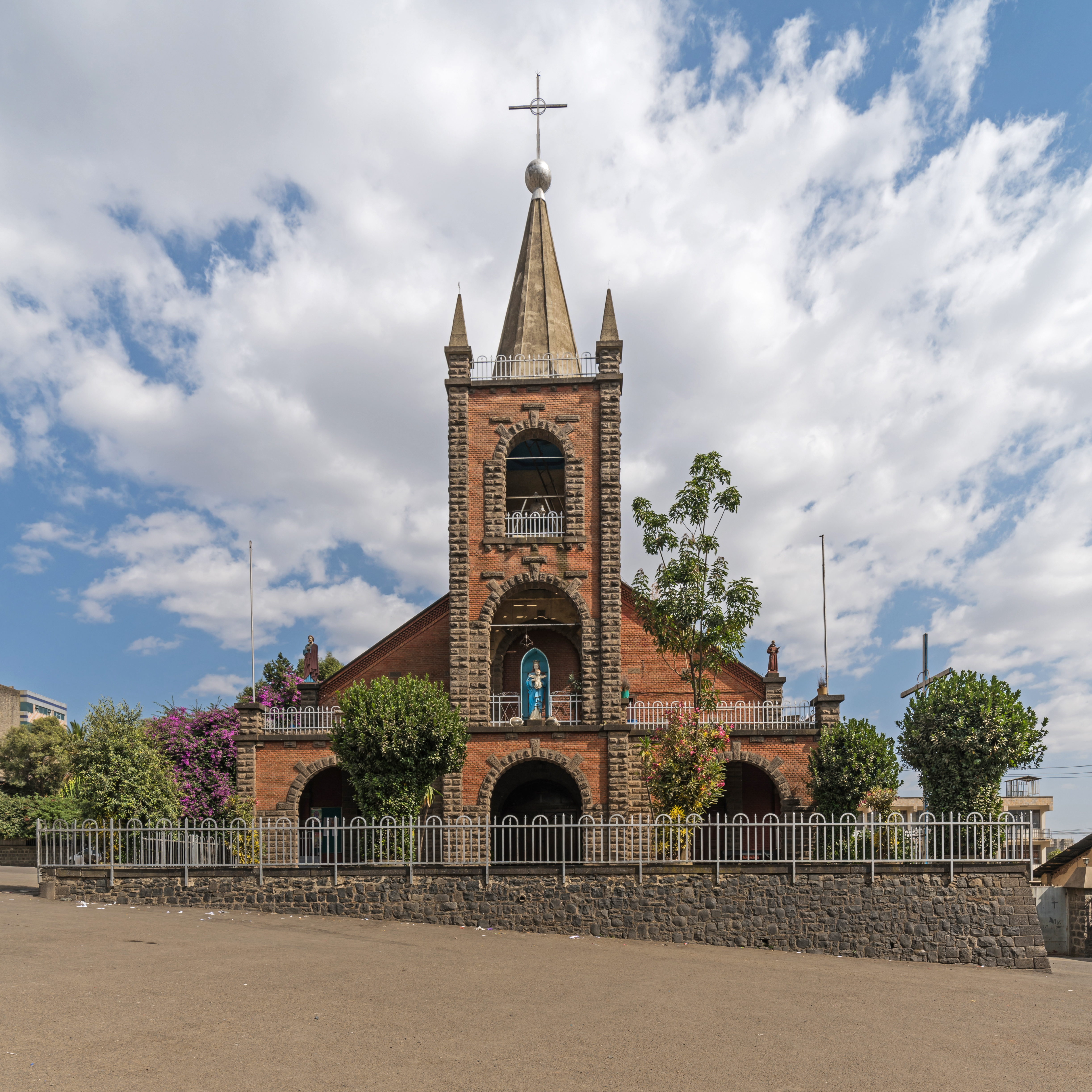
Etiopisk-katolsk katedral i Addis Abeba, Etiopien.